# うどんパン
『うどんパン』は、榊いずみの楽曲。2019年12月11日に発売された配信限定シングル。レーベルはNHK Publishing, Inc.。

## 概要
- 2019年12月から2020年1月、NHK『みんなのうた』で放送された[3]。『みんなのうた』より依頼を受けて書き下ろした楽曲。
- 知人の家に遊びに行った時、好きな食べ物を聞いた所「うどん」「パン」「アイスクリーム」と答え、その時の経験を元に作詞されている。

## 収録曲
1. うどんパン（2分21秒）
作詞：榊いずみ　作曲 : 榊いずみ　編曲 : 佐藤亙
2. うどんパン（カラオケ）（2分21秒）

## ミュージシャン
- 榊いずみ - ボーカル、アコースティックギター
- 佐藤亙 - ギター、キーボード、コーラス
- 森信行 - ドラムス、パーカッション、コーラス
- 隅倉弘至 - ベース
- 榊ひかる - コーラス